# نورهای دوقلو
| بررسی انتقادی | بررسی انتقادی |
| منبع          | رتبه‌بندی      |
| ------------- | ------------- |
| آل‌میوزیک      | [ ۱ ]         |

نورهای دوقلو (به انگلیسی: Twinlights) یک ئی‌پی از گروهٔ موسیقی آلترناتیو راک اسکاتلندی کوکتو تویینز می‌باشد که در سپتامبر سال ۱۹۹۵ از سوی فونتانا رکوردز منتشر گردید.